# رمزية الجشع (لوحة)
رمزية الجَشِعَ (بالألمانية: Allegorie des Geizes)‏  هي لوحة زيتية على الخشب من عام 1507 بريشة الرسام الألماني ألبرخت دورر. يصور في اللوحة امرأة عجوز بشعة ومتجعدة مع صدر واحد مترهل يتدلى من رداءها القرمزي وتحمل كيسًا من العملات الذهبية بكلتا يديها. تم العثور على العمل على ظهره لوحة للفنان بعنوان «بورترية رجل شاب». الجشع هو استعاري ويعمل بمثابة تحذير في كل من زوال الحياة وانعدام القيمة المطلق للثروة الأرضية. اللوحة الآن ضمن مجموعة متحف تاريخ الفنون في فيينا، النمسا.

## الوصف
تهدف اللوحة إلى تمثيل كل من الجشع والطبيعة العابرة لجمال الشباب، تظهر المرأة في نصف الطول، مرسومة بخط سميك. لديها شعر أشقر طويل مستقيم، وعينان لامعتان، وأنف طويل، وفك مقروص، وفم مع اثنين فقط من الأسنان المتبقية، على وجهها ضحكة مزعجة. ذراعها الأيمن المرئي عضلي ولا يتناسب مع بقية جسدها، في حين أن خصلة داكنة من الشعر تنبت من تحت الإبط. فقط شعرها والخطوط العريضة العادية لوجهها تشير إلى جمالها السابق. يتم تحقيق التركيز المكثف للصورة من خلال الاقتصاص الضيق وتباين الألوان الخصبة لرداء المرأة وشعرها من خلال وضعها في خلفية سوداء مسطحة.

## تاريخ

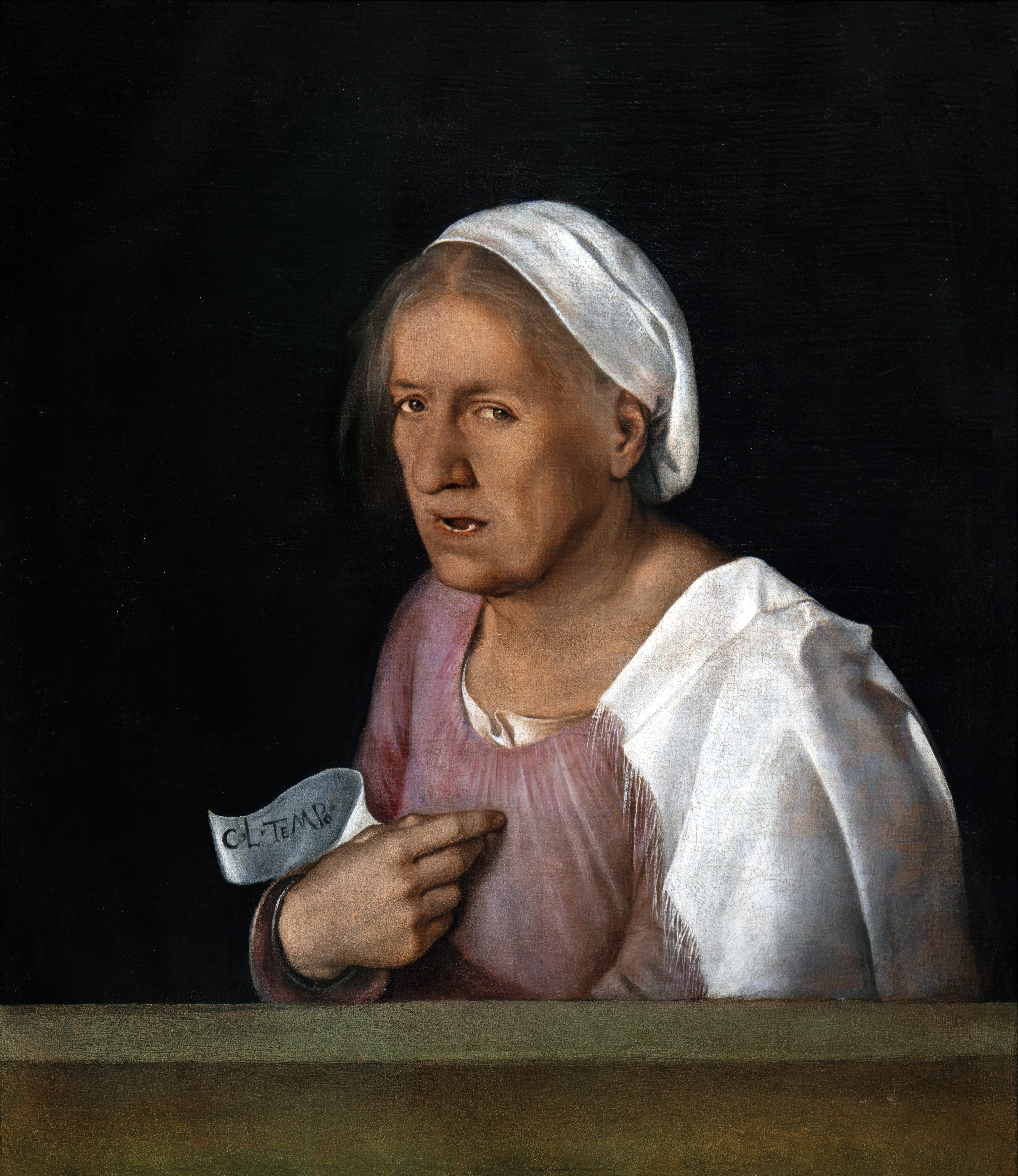
لوحة مع تقدم العمر بريشة جورجوني 1506

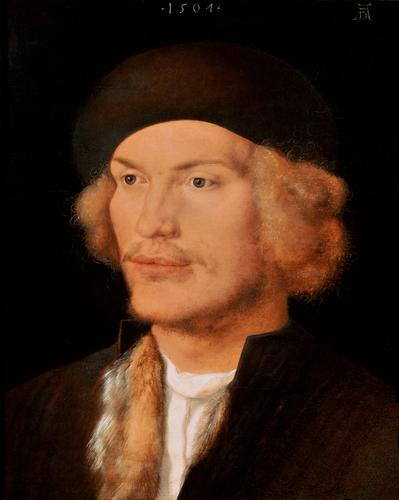
لوحة "بورترية رجل شاب" والتي عثر عليها خلف لوحة "رمزية الجشع"

قارن مؤرخو الفن العمل بلوحة قماشية للفنان جورجوني بعنوان «مع تقدم العمر»، والتي تشترك معها في أوجه تشابه موضوعية واضحة،  في حين أن استخدام دورر لتلوين الغني في المقدمة يُظهر دينًا لمدرسة البندقية. يقترح بعض مؤرخي الفن أن دورر ربما أراد أن يظهر أنه يمكن أن يرسم مثل جورجوني. يعتقد البعض الآخر أن العمل هجاء على عملية لم تدفع له نفس المبلغ الذي كان يرغب في الحصول عليه في لوحة سابقة. ومع ذلك، نظرًا للوضع المالي للفنان في هذا الوقت، يبدو من غير المرجح أنه كان قد أساء عمداً إلى رعاة أو عملاء محتملين. تقلل الكاتبة جيسي ألين هذه النظرية وتعتقد أن العمل لم يكن على الأرجح قادرًا على جذب المشتري، وبالتالي، لتوفير المال، استخدم دورر الجانب الآخر من اللوحة لإنشاء صورة قابلة للتطبيق تجاريًا بعنوان «بورترية رجل شاب». غالبًا ما يُنظر إلى العمل على أنه غير مكتمل، ويشار إليه أحيانًا بالرسم التخطيطي.

## الرسام

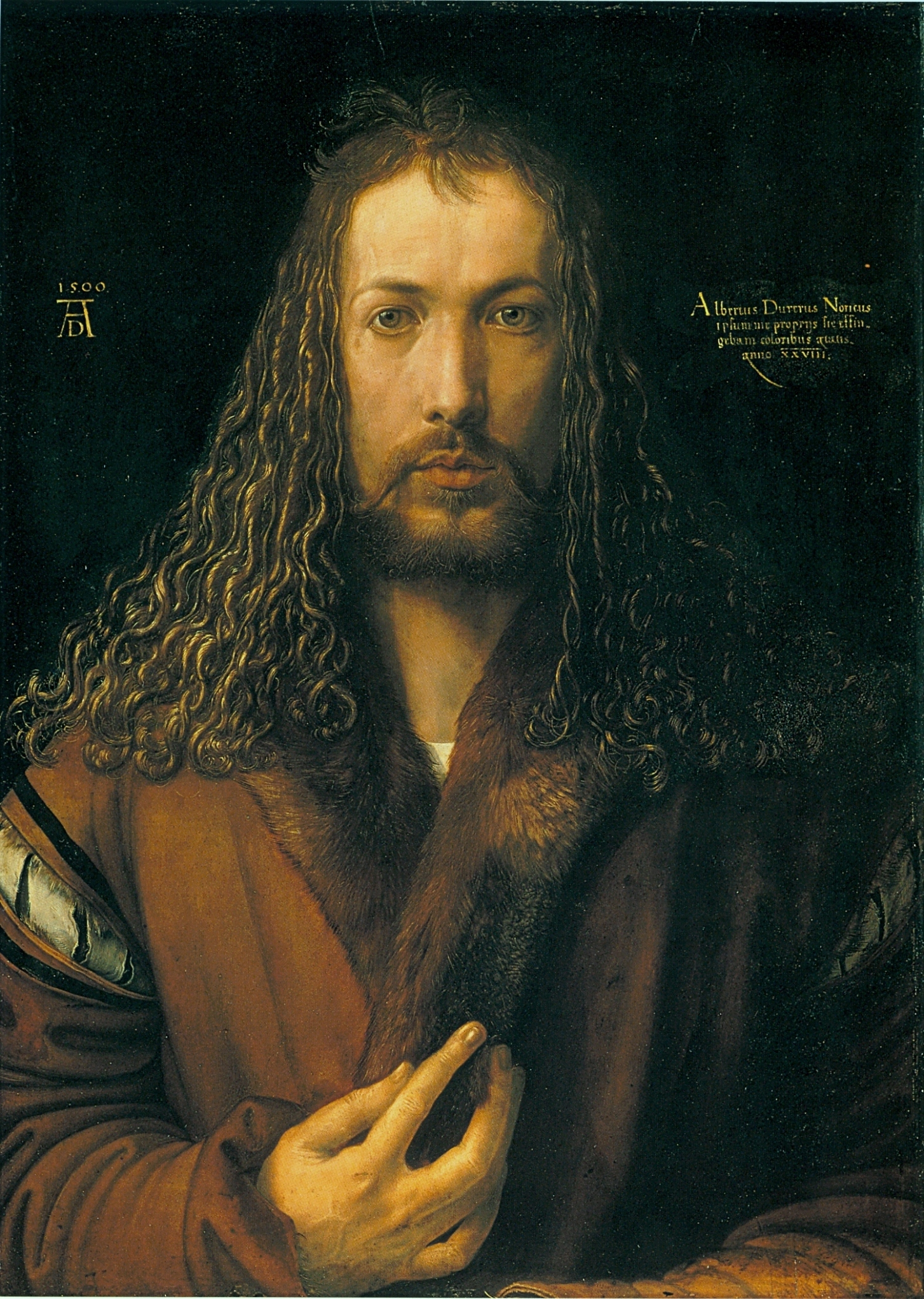
ألبرخت دورر

ألبرخت دورر ولد في 21 مايو عام 1471 وتوفي في 6 أبريل عام 1528. كان رسّاما ألمانياً عاش في نورمبرغ. أمضى فترة أولى متنقلا بين مدن كولمار، بال وستراسبورغ، كما أقام مرتين في البندقية، إلا أن مسيرته الفنية الحقيقية كانت في مدينة نورنبيرغ. أظهر موهبته في فن التصوير الزيتي، كما أنجز العديد من الرسومات التخطيطية وبعض الرسومات المائية بالإضافة إلى الرواشم (تستخرج عن طريق الطباعة بالرسوم البارزة). كان مولعا بالنظريات التي تتناول الفن (المنظور وغيرها)، فقام في أواخر حياته بنشر بعض المؤلفات في الموضوع (رسالة في أبعاد الجسم الآدمي).